# Bermudo I de Asturias
Bermudo o Vermudo I de Asturias, llamado «el Diácono» (c. 750-Oviedo, 797), fue rey de Asturias desde 789 hasta 791. Era hijo de Fruela de Cantabria.
Bermudo I es el ascendiente coronado como rey más remoto de un linaje que entronca generación tras generación hasta Felipe VI, actual rey de España. Ante esto, autores como García-Mercadal y García-Loygorri consideran que la dinastía reinante en España es la segunda más antigua del mundo, solo por detrás de la japonesa.

## Reinado
Hijo de Fruela de Cantabria, Bermudo era hermano del rey Aurelio de Asturias, sobrino de Alfonso I y nieto del duque Pedro de Cantabria. Fue destinado por su padre a la carrera eclesiástica.
Fue elegido rey por los nobles en 789 para reemplazar en el trono al rey Mauregato, un hijo ilegítimo que Alfonso I tuvo con una esclava musulmana, que depuso al anterior monarca, Alfonso II. Durante su reinado el reino sufrió incursiones musulmanas en Álava y Galicia. Tras ser derrotado varias veces por las tropas andalusíes de Hisham I en la batalla del río Burbia, en El Bierzo, renunció al trono en 791, ya que creyó que, para hacer frente a las incursiones musulmanas, era necesario que ocupara el trono un caudillo más joven y experimentado en la milicia.
Tras su abdicación, regresó a su estado clerical y vivió en la corte de su sucesor, Alfonso II, que recuperó la corona. Falleció de muerte natural en 797 y pasó a la historia como un rey generoso, magnánimo e ilustrado.

## Sepultura
Existe controversia entre los historiadores sobre el paradero de los restos del rey Bermudo I, pues mientras que algunos señalan que sus restos descansan en la capilla del Rey Casto de la catedral de Oviedo, otros manifiestan que se encuentran en el monasterio de San Juan de Corias. Según refiere el cronista Ambrosio de Morales, Bermudo fue sepultado en la ermita de Ciella, junto con su esposa, la reina Ozenda, y su hija, la infanta Cristina, y sus restos mortales permanecieron allí hasta que Alfonso VII de León ordenó trasladarlos al monasterio de San Juan de Corias, donde fueron colocados los restos de los tres individuos frente al altar de San Martín, en el interior de tres arcos de piedra sobre los que fue colocado el siguiente epitafio, desaparecido en la actualidad:

SEPVLCHRVM REGIS VEREMVUNDI ET VXORIS DOMINAE OZENDAE, ET INFANTISSAE DOMINAE CHRISTINAE. TRANSLATI A CIELLA.

No obstante lo anterior, la Primera Crónica General señala que el rey Bermudo I fue sepultado en Oviedo junto con su esposa, la reina Uzenda (Ozenda) Nunilona, lo que vendría a confirmar la hipótesis de que el rey fue sepultado en el panteón de reyes de la capilla de Nuestra Señora del Rey Casto de la Catedral de Oviedo.

## Matrimonio y descendencia
Contrajo matrimonio con Ozenda (Adosinda), quien en las crónicas de Rodrigo de Toledo y Lucas de Tuy es llamada Imilo o Nunilo. Fueron padres de:
- Ramiro I de Asturias (c. 790–850) quien ocupó el trono de Asturias a la muerte del rey Alfonso II.

| Predecesor: Mauregato | Rey de Asturias 789-791 | Sucesor: Alfonso II |